# Тлеполем (регент)
Тлеполем (на старогръцки: Τληπόλεμος; Tlepolemos) е генерал и политик на царството на Птолемеите в Древен Египет.

## Биография
Неговият баща се казва Арпат (Arpates). Вероятно е внук на птолемейския политик Тлеполем от Ксантос в Ликия, олимпийски победител през 256 пр.н.е. Според Полибий Тлеполем е женен за Даная, жреца на Деметра.
Тлеполем е командир на войска при Птолемей IV, след смъртта му през 204 пр.н.е. е стратег на Пелузиум. През 203 пр.н.е. той предизвиква въстание в Александрия, при което е свален регента (epitropos) Агатокъл. Тлеполем поема заедно със Сосибий регентството за непълнолетния цар Птолемей V. Същата година той взема властта на Сосибий и от пролетта или лятото 202 пр.н.е. води управлението сам. Понеже по това време Селевкидите заплашват царството на Птолемеите, Тлеполем търси помощта на Римската империя, но му е отказано.
Още през 201 пр.н.е. Тлеполем е свален от политика Аристомен от Ализея. Тлеполем се връща обратно в Ксантос, където става първо птолемейски, след това селевкидски жрец за градовете (pro poleos). Вероятно неговите потомци са негови наследници на тази служба.